# Skårsjön, Halland
Skårsjön är en sjö i Kungsbacka kommun i Halland och ingår i Kungsbackaåns huvudavrinningsområde. Sjön är 38,5 meter djup, har en yta på 0,269 kvadratkilometer och befinner sig 78,8 meter över havet. Sjön avvattnas av vattendraget Hallabäcken. I sjön finns abborre, gädda och ål. Men tyvärr är det obalans i vattnet på grund av näringsbrist i vattnet plus svagt surt vatten. Därför är den största befolkningen tusenbröder

## Delavrinningsområde
Skårsjön ingår i det delavrinningsområde (638203-127591) som SMHI kallar för Mynnar i Kungsbackaån. Medelhöjden är 55 meter över havet och ytan är 13,2 kvadratkilometer. Det finns inga avrinningsområden uppströms utan avrinningsområdet är högsta punkten. Hallabäcken som avvattnar avrinningsområdet har biflödesordning 2, vilket innebär att vattnet flödar genom totalt 2 vattendrag innan det når havet efter 5,4 kilometer. Avrinningsområdet består mestadels av skog (25 %), öppen mark (49 %) och jordbruk (18 %). Avrinningsområdet har 0,39 kvadratkilometer vattenytor vilket ger det en sjöprocent på 3 %. Bebyggelsen i området täcker en yta av 0,8 kvadratkilometer eller 6 % av avrinningsområdet.